# Akhtenskita
L'akhtenskita és un mineral de la classe dels òxids. S'anomena així per la seva localitat tipus, el dipòsit d'Akhtensk (Rússia), on fou descobert l'any 1979. El mineral tipus es troba al Institut Miner de Sant Petersburg, a Rússia.

## Característiques
L'akhtenskita és un òxid de fórmula química ε-Mn4+O₂. Cristal·litza en el sistema hexagonal. Els cristalls que forma presenten sovint formes hexagonals, amb morfologies planars, generalment perquè es troba reemplaçant altres minerals. L'akhtenskita és un polimorf d'una altra espècie que també és un òxid de manganès, la pirolusita. Està format per un 63% d'oxigen i un 37% de manganès.
Segons la classificació de Nickel-Strunz pertany a «04.DB - Metall:Oxigen = 1:2 i similars, amb cations de mida mitjana; cadenes que comparteixen costats d'octàedres» juntament amb els següents minerals: argutita, cassiterita, plattnerita, pirolusita, rútil, tripuhyita, tugarinovita, varlamoffita, byströmita, tapiolita-(Fe), tapiolita-(Mn), ordoñezita, nsutita, paramontroseïta, ramsdel·lita, scrutinyita, ishikawaïta, ixiolita, samarskita-(Y), srilankita, itriocolumbita-(Y), calciosamarskita, samarskita-(Yb), ferberita, hübnerita, sanmartinita, krasnoselskita, heftetjernita, huanzalaïta, columbita-(Fe), tantalita-(Fe), columbita-(Mn), tantalita-(Mn), columbita-(Mg), qitianlingita, magnocolumbita, tantalita-(Mg), ferrowodginita, litiotantita, litiowodginita, titanowodginita, wodginita, ferrotitanowodginita, wolframowodginita, tivanita, carmichaelita, alumotantita i biehlita.

## Formació i jaciments
Es localitza en psilomelana amb altres òxids de manganès, en dipòsits d'òxids de ferro. Probablement alterada bacteriològicament a partir d'un mineral previ.